# 노비알
노비알(Novial)은 덴마크의 언어학자 오토 예스페르센에 의해 개발된 인공어이다. 1928년에 오토 예스페르센의 저서《An International Language》에서 처음 등장했으며, 1930년대에는 어휘추가와 몇가지 개정이 이루어졌다. 오토가 1943년 사망한 이후 별다른 주목을 받지 못하다가, 1990년대 이후 인터넷이 대중화하면서 많은 사람들이 노비알을 다시 부활시켰다. 어휘는 게르만 및 라틴계 어휘에서 따왔으며, 문법은 영어문법의 영향을 받았다.
노비알이라는 이름은 '새롭다'는 접두어 nov와 '국제 인공 언어'를 뜻하는 약어(International Artificial Language, IAL)의 합성어이다.